# El Jocuixtle
El Jocuixtle är en ort i Mexiko.   Den ligger i kommunen Pueblo Nuevo och delstaten Durango, i den centrala delen av landet, 800 km nordväst om huvudstaden Mexico City. El Jocuixtle ligger 927 meter över havet och antalet invånare är 128.
Terrängen runt El Jocuixtle är bergig åt nordost, men åt sydväst är den kuperad. El Jocuixtle ligger nere i en dal. Runt El Jocuixtle är det mycket glesbefolkat, med 6 invånare per kvadratkilometer. Närmaste större samhälle är Pueblo Nuevo, 14,6 km norr om El Jocuixtle. I omgivningarna runt El Jocuixtle växer huvudsakligen savannskog.